# Felix Müller (Fußballspieler)
Felix Müller (* 27. Januar 1993 in Rodalben) ist ein deutscher ehemaliger Fußballspieler. Er stand zuletzt bei der SV Elversberg unter Vertrag und wurde meist als linker Offensivspieler eingesetzt. Darüber hinaus war er ehemaliger deutscher Nachwuchsnationalspieler.

## Karriere
Nach seinen ersten Stationen FC Rodalben und FK Pirmasens wechselte Felix Müller in die Jugend der TSG 1899 Hoffenheim und durchlief dort die Jugendmannschaften. Zur Saison 2012/13 wechselte er aus der Jugend der TSG zur zweiten Mannschaft vom 1. FSV Mainz 05. Gegen die zweite Mannschaft der TSG 1899 Hoffenheim gab Müller am 4. August 2012 sein Debüt im Trikot der Mainzer und in der Regionalliga Südwest. Von Trainer Martin Schmidt wurde er bei der 0:5-Niederlage in der 76. Minute für Elkin Soto eingewechselt. Am 2. Dezember 2012 erzielte er beim 1:1 im Spiel gegen Eintracht Trier sein erstes Tor. In der zweiten Saison mit den Mainzern erreichten sie den 3. Platz in der Regionalliga Südwest. Da die Reserve des SC Freiburg als Tabellenzweiter nicht aufsteigen wollte, erhielten die Mainzer die Möglichkeit an den Aufstiegsspielen zur 3. Liga teilzunehmen.
In den Aufstiegsspielen traf die zweite Mannschaft der Mainzer auf die TSG Neustrelitz. Müller wurde in beiden Spielen eingesetzt und bereitete im Hinspiel die 1:0-Führung durch Mounir Bouziane vor. Durch den 2:0-Sieg im Hinspiel und den 1:3-Sieg im Rückspiel stieg er mit den Mainzern in die 3. Liga auf. Sein Debüt in der 3. Liga und damit sein Profidebüt gab er am 26. Juli 2014 unter Trainer Martin Schmidt bei der 1:2-Niederlage gegen Arminia Bielefeld.
Zur Saison 2015/16 wechselte Müller nach Westfalen zum Drittligakonkurrenten Preußen Münster. Sein Debüt im Trikot der Preußen gab er am 25. Juli 2015 unter Trainer Ralf Loose beim 1:1 im Spiel gegen die SG Sonnenhof Großaspach. Sein erstes Tor in der dritten Liga und für Preußen Münster erzielte er am 6. Februar 2016 beim 3:2-Sieg gegen seinen ehemaligen Verein Mainz 05 in der 86. Minute mit dem Siegtor.
Nach einer Saison verließ Müller die Preußen und schloss sich dem Zweitligaaufsteiger Würzburger Kickers an. Mit den Kickers stieg er nach der Saison 2016/17 wieder in die 3. Liga ab.
Ende Januar 2018 verpflichtete der SV Sandhausen Müller zur Zweitligasaison 2018/19. Dort kam er in seiner ersten Saison auf 19 Pflichtspieleinsätze (zwei Tore im DFB-Pokal), wurde aber in der Folge nicht mehr berücksichtigt.
Innerhalb der Winterpause einigten sich der Drittligist SpVgg Unterhaching und der SVS auf einen Transfer des Mittelfeldspielers.
Zur Saison 2021/22 wechselte Müller zur SV Elversberg. Im November 2022 musste er wegen eines Knorpelschadens seine Karriere beenden.

## Erfolge
1. FSV Mainz 05
- Aufstieg in die 3. Liga: 2014

SV Elversberg
- Meister der Regionalliga Südwest und Aufstieg in die 3. Liga: 2022